# Blumeriella jaapii

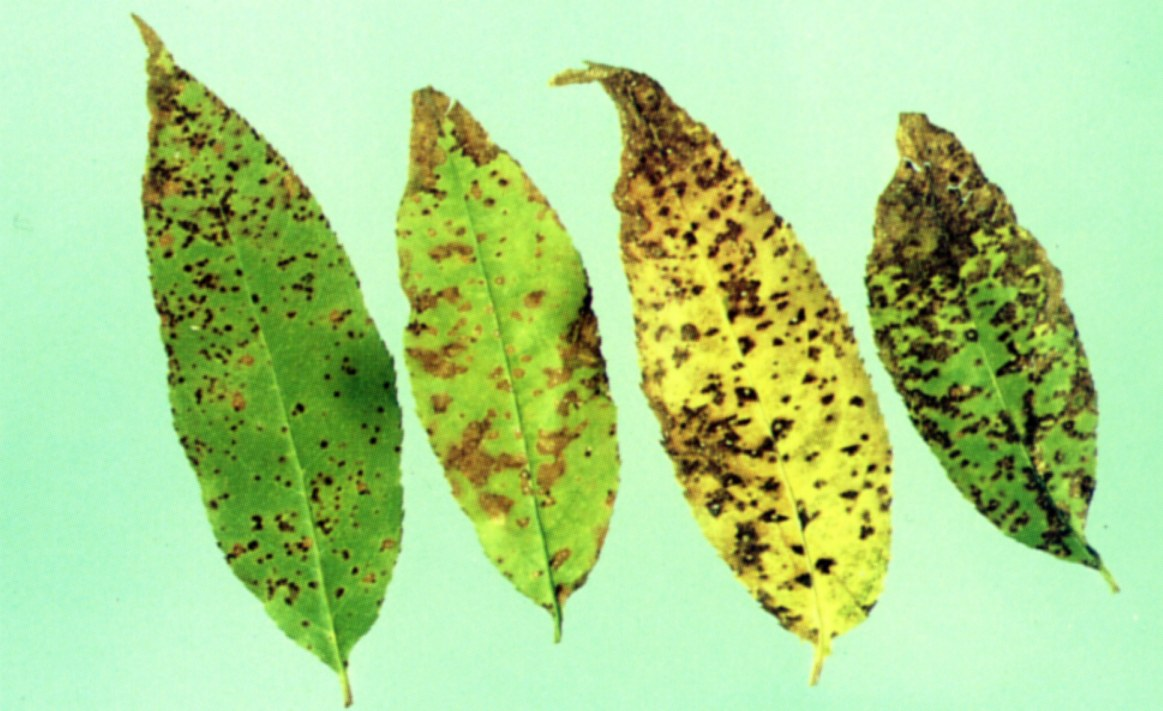
Objawy występowania grzybni Blumeriella jaapii na liściach wiśni

Blumeriella jaapii (Rehm) Arx – gatunek grzybów z rodziny Drepanopezizaceae. Pasożyt, wywołujący drobną plamistość liści drzew pestkowych.

## Systematyka i nazewnictwo
Pozycja w klasyfikacji według Index Fungorum: Blumeriella, Drepanopezizaceae, Helotiales, Leotiomycetidae, Leotiomycetes, Pezizomycotina, Ascomycota, Fungi.
Po raz pierwszy zdiagnozował go w 1907 r. Heinrich Rehm nadając mu nazwę Pseudopeziza jaapii. Obecną, uznaną przez Index Fungorum nazwę nadał mu w 1961 r. Josef Adolph von Arx.
Synonimy:

- Ascochyta padi Lib. 1832
- Blumeriella hiemalis (B.B. Higgins) Põldmaa 1967
- Blumeriella prunophorae (B.B. Higgins) Becer., Simeria & Creţiou 1983
- Coccomyces hiemalis B.B. Higgins 1913
- Coccomyces lutescens B.B. Higgins 1914
- Coccomyces prunophorae B.B. Higgins 1914
- Cylindrosporium hiemalis (B.B. Higgins) Sacc. 1914
- Cylindrosporium padi P. Karst. 1884
- Higginsia hiemalis (B.B. Higgins) Nannf. 1932
- Higginsia jaapii (Rehm) Nannf. 1932
- Higginsia lutescens (B.B. Higgins) Nannf. 1932
- Higginsia prunophorae (B.B. Higgins) Nannf. 1932
- Phloeosporella hiemalis (B.B. Higgins) Põldmaa 1967
- Phloeosporella padi (Lib.) Arx 1961
- Phlyctema padi (P. Karst.) Petr. 1920
- Pseudopeziza jaapii Rehm 1907
- Septoria padi (Lib.) Thüm. 1874

## Cykl rozwojowy
Zimują na opadłych liściach jako saprotrof. Wykształca się na nich forma rozmnażająca się płciowo (teleomorfa). W Polsce po raz pierwszy zaobserwowano ją dopiero w 1963 r. Na dolnej stronie liści tworzą się skupiska bardzo drobnych apotecjów o kształcie czarek. Powstające w nich płciowo askospory wydostają się podczas deszczowej pogody i przenoszone przez wiatr i wodę dokonują infekcji pierwotnej. Następuje to na przełomie kwietnia i maja. Askospory przyklejają się do młodych liści i kiełkują, jeśli przynajmniej przez kilka godzin są one zwilżone wodą. Strzępki infekcyjne wrastają do liścia poprzez jego aparaty szparkowe. Rozrastają się w przestrzeniach międzykomórkowych liścia i przy sprzyjającej pogodzie już po 5 dniach pojawiają się na liściach objawy choroby.
Apotecja mają podwójną ścianę i zawierają maczugowate, unitunikowe worki o długości 72–105 μm i szerokości 12–15 μm. Są one poprzedzielane parafyzami i mają zgrubiały szczyt i ujście zarodników. W workach powstają jednokomórkowe, wydłużone askospory, mające czasami zagięte końce. Wymiary askospor: 28–53 × 3,2–4,3 μm.
Rozwijająca się w sezonie wegetacyjnym grzybnia na liściach jest pasożytem i rozmnaża się bezpłciowo. Na spodniej stronie liści tworzy podkładki będące równocześnie dnem acerwulusów o kubkowatym kształcie i średnicy 172–320 μm. Na podkładkach tworzy się warstwa stożkowatych konidioforów o długości 5–7 μm i szerokości 2–3,5 μm. Na konidioforach powstają 1-3-komórkowe zarodniki konidialne o cylindrycznym lub rogalikowatym kształcie z zaostrzonym górnym końcem. Rozsiewane przez deszcz i wiatr dokonują infekcji wtórnych. Konidia są cienkie, bezbarwne i mają rozmiary 40–60 × 1,5–2,5 μm. Okres ich wysiewu trwa około 6-8 tygodni. Przy sprzyjającej patogenowi pogodzie konidia mogą spowodować nawet epidemię choroby.

## Występowanie
Blumeriella jaapii występuje we wszystkich rejonach świata, w których uprawia się drzewa pestkowe. Największe szkody wyrządza na plantacjach wiśni i czereśni, a zwłaszcza tej pierwszej, ale stwierdzono występowanie tego gatunku także na innych drzewach pestkowych. W USA i Europie po raz pierwszy zaobserwowano tę chorobę w XIX wieku. W 1945 r. w Pensylwanii nastąpiła epidemia tej choroby i konieczność wycięcia na plantacjach 10% wszystkich wiśni.